# Ya Ma
Ya Ma là một xã thuộc tỉnh Gia Lai, Việt Nam.
Xã Ya Ma có diện tích 44,6 km², dân số năm 1999 là 1.360 người, mật độ dân số đạt 30 người/km².